# Baojun Yunhai
Baojun Yunhai – elektryczny i hybrydowy samochód osobowy typu SUV klasy kompaktowej produkowany pod chińską marką Baojun od 2024 roku.

## Historia i opis modelu

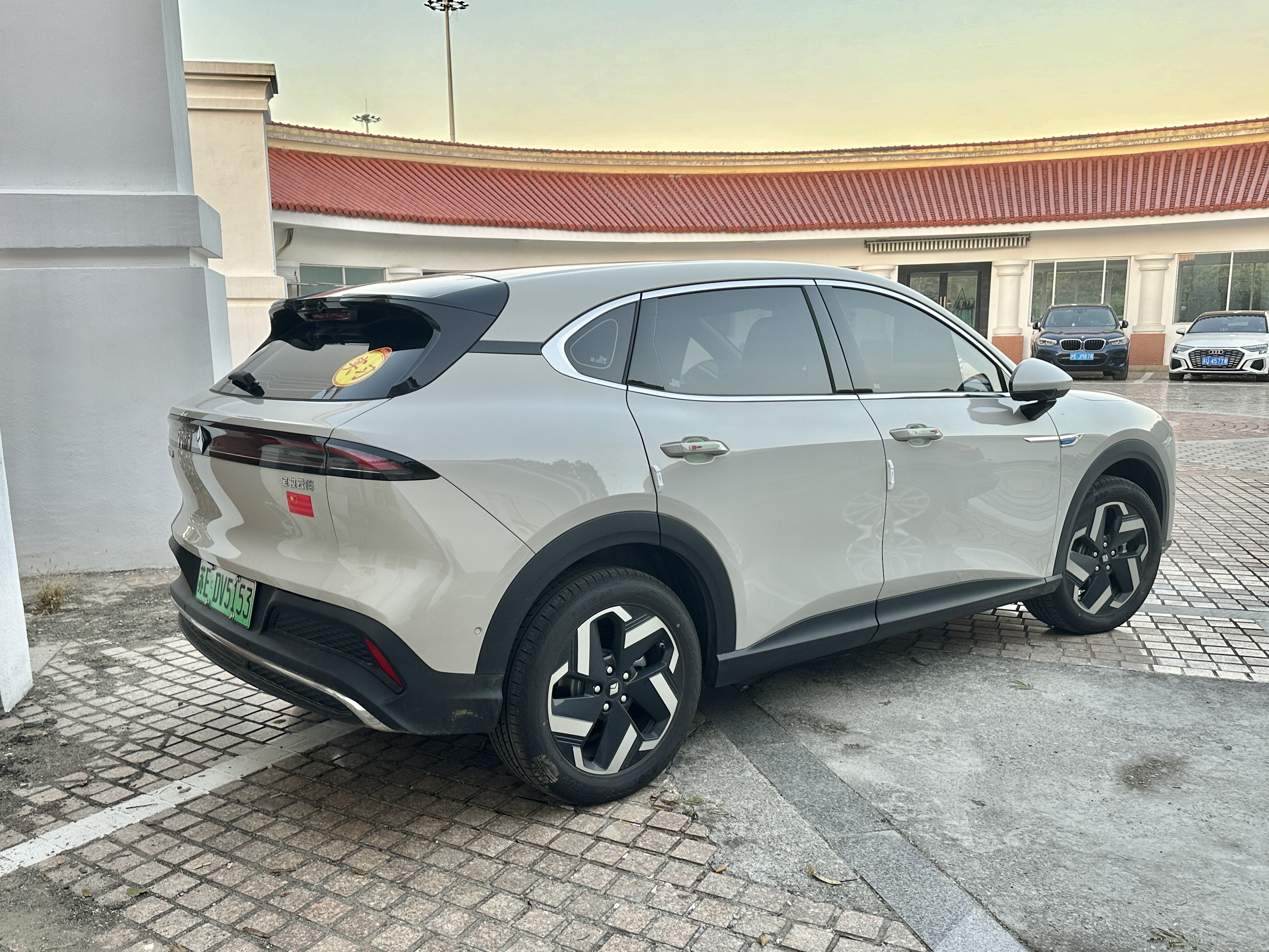
Baojun Yunhai - tył

W maju 2024 roku Baojun przedstawił kolejny model poszerzający zmodernizowaną ofertę w pełni zelektryfikowanych pojazdów. Kompaktowy SUV Yunhai utrzymany został stylizacji bogatej zarówno w obłe, jak i ostre kształty, z przeszklonym dachem i wąską blendą świetlną wieńczącą tylną część nadwozia. Samochód oparto na nowej, modułowej platformie "Tianyu" aliansu SGMW.
W zależności od wariantu napędowego, pas przedni zyskał inną stylizację. Wersja elektryczna zyskała charakterystyczne pionowe łezki pod reflektorami, a także zabudowany zderzak z niewielkim trapezowym wlotem powietrza. Hybrydowa odmiana została z kolei pozbawiona ozdobników pod reflektorami, zyskując za to dwa dodatkowe duże wloty powietrza w zderzaku.

### Sprzedaż
Baojun Yunhai został zbudowany głównie z myślą o rodzimym rynku chińskim, gdzie początek jego sprzedaży wraz z publikacją pełnego cennika oraz specyfikacji wyposażeniowej wyznaczony został na trzeci kwartał 2023 roku.

### Dane techniczne
W przeciwieństwie do innych modeli w gamie firmy, Baojun Yunhai został zbudowany z myślą o dwóch wariatnach napędowych: nie tylko w pełni elektrycznym, ale i spalinowo-elektrycznym. Ten pierwszy otrzymał silnik o mocy 201 KM, z kolei hybrydowy wzbogaciła dodatkowo 1,5 litrowa jednostka spalinowa o mocy 104 KM.